# André Fauve
André Fauve, est un officier de Marine français né le 22 juin 1935 à Ploërmel (Morbihan), disparu le 27 janvier 1968 au large de Toulon avec le sous-marin Minerve qu'il commandait,. 

## Biographie
Son père est un marin, qui commandait le cuirassé Strasbourg lorsque la flotte française s'est sabordé à Toulon en 1942. Après l'École navale de 1955 à 1958, il choisit les sous-marins. Il est officier, successivement sur l'Argonaute, la Flore, le Narval puis la Minerve[source insuffisante].
Le 4 avril 1966, il est commandant en second du Narval lorsque trois membres de l'équipage (les matelots Pichavant, Laurent et Dubois), tombent à la mer en essayant de réparer l'attache d'une antenne du sous-marin. Le commandant, le lieutenant de vaisseau Henri Goubelle, est emporté à son tour en allant leur porter secours. Les 4 hommes périssent.
Le 17 janvier 1968, le lieutenant de vaisseau Fauve devient commandant du sous-marin Minerve,[source insuffisante] qui disparaît en mer quelques jours plus tard, le 27 janvier au large de Toulon.
Par décision ministérielle no 4 du 7 février 1968 parue au Bulletin officiel des décorations, médailles et récompenses du 21 mars 1968, l'équipage du sous-marin Minerve a reçu la citation suivante à l'ordre de l'armée de Mer : 

« Armant un sous-marin à hautes performances dans les conditions très exigeantes de la navigation sous-marine, ont toujours donné un haut exemple de valeur professionnelle et de dévouement au bien du service. Disparus en service commandé avec leur bâtiment devant Toulon le 27 janvier 1968. »

À l'occasion de la cérémonie d'hommage national le 8 février 1968 à Toulon, le président de la République Charles de Gaulle effectue une plongée symbolique à bord du sous-marin Eurydice.

## Honneurs
Son nom apparaît sur le monument aux morts de Ploërmel, ainsi que sur le monument commémoratif aux sous-mariniers de Toulon avec ceux de tous les membres de l’équipage.
Une rue porte son nom à Ploërmel.

## Famille
Il est le petit-fils de l'ancien maire de Ploërmel, Louis Guillois (1872-1952).